# Stadion im. Atatürka w Bursie
Stadion im. Atatürka w Bursie (tur. Bursa Atatürk Stadyumu) – nieistniejący już wielofunkcyjny stadion mieszczący się w Bursie, w Turcji. Był wykorzystywany głównie do meczów piłkarskich, jako domowy obiekt dla klubu Bursaspor. Mógł on pomieścić 25 456 widzów.
Stadion przechodził wiele drobnych modernizacji i renowacji w latach 1969–2010. Gruntowna renowacja miała jednak miejsce po sezonie 2009/2010, w którym to Bursaspor został mistrzem Turcji, dzięki której stadion spełniał wszystkie regulacje UEFA dotyczące obiektów dopuszczonych do Ligi Mistrzów UEFA.
Był jednym z dziewięciu obiektów zgłoszonych w kandydaturze Turcji na organizację Mistrzostw Europy w Piłce Nożnej 2016.
Stadion został rozebrany w 2016 roku. Został zastąpiony przez Timsah Arena, obiekt typowo piłkarski. Nowy stadion posiada pojemność 45 000 widzów.